# Myospila trinotata
Myospila trinotata este o specie de muște din genul Myospila, familia Muscidae. A fost descrisă pentru prima dată de Fritz Isidore van Emden în anul 1951.
Este endemică în Kenya. Conform Catalogue of Life specia Myospila trinotata nu are subspecii cunoscute.